# Бордун Меланія Дмитрівна
Меланія Дмитрівна Бордун (17 липня 1886, с. Хлівчани, нині Львівська область — 5 лютого 1968, Самбір, Львівська область) — український педагог, історик. Член Наукового товариства імені Шевченка (1912).

## Життєпис
Меланія Бордун народилася 17 липня 1886 року в селі Хлівчанах (нині Белзька громада, Шептицький район, Львівська область, Україна).
До 1907 року навчалася у Самбірській гімназії. 1912 року закінчила філософський факультет Львівського університету, згодом навчання продовжила на історичному факультеті Віденського університету. Була частиною наукового напряму або кола дослідників, сформованого Михайлом Грушевським. У 1911–1912 роках працювала штатним працівником бібліотеки Національного музею імені Андрея Шептицького у Львові.
Була членом товариства «Руська академічна поміч» у Львові, від 1912 — жіночого гуртка Українського педагогічного товариства імені Ганни Барвінок, а також товариства «Учительська громада».
Протягом 1914–1921 років учителювала в гімназії сестер Василіянок м. Львова, а в 1921–1939 роках очолювала Інститут для дівчат м. Перемишля. У роки Другої світової війни проживала в Самборі, де працювала директором ремісничої кравецької школи, а потім учителькою в с. Бісковичах Самбірського району.
Вона досліджувала повсякденне життя українських священників за часів польського панування. Особливу увагу приділяла тому, як священники залежали від місцевих дідичів, а також проблемі недостатньої освіти сільського духовенства.
Померла 5 лютого 1968 року в Самборі, де й похована в родинному гробівці.
Серед праць:
- З життя українського духовенства Львівської греко-католицької єпархії в 2-й пол. 18 ст. // Зап. НТШ. 1912. Т. 109–110.